# Villarriba y Villabajo
Villarriba y Villabajo és una sèrie de televisió espanyola produïda per Gona Films i emesa per La 1 de TVE el 1994. La sèrie, que consta d'una única temporada de 26 capítols d'una hora de durada, va començar a emetre's l'11 d'octubre de 1994 en prime time, encara que posteriorment va ser relegada a la franja del late night.
La sèrie va ser creada per Luis García Berlanga, sent aquest el seu primer treball per a televisió. El cineasta es va inspirar en una campanya publicitària del rentavaixella Fairy, en què es representava la rivalitat entre dues localitats veïnes de ficció, anomenades Villarriba i Villabajo. En realitat la sèrie es va gravar a Colmenar de Oreja, municipi proper a Madrid.

## Argument
La sèrie tracta, en to de comèdia, de la rivalitat de dos pobles, Villarriba i Villabajo, que estan units geogràficament però separats administrativament. Comparteixen la plaça, la font i el bar, encara que cadascun pertany a una Comunitat Autònoma diferent.

## Producció
Després de finalitzar el rodatge de l'anunci, Juan Gona va preguntar si volia seguir una nit més en un hotel de Sepúlveda, on havia rodat l'anunci. En el sopar a l'hotel va caure un altre porquet acompanyat de vi i, després d'una nit agradable d'estiu, els va treure pels bars de la vila de Fernán González, el comte de Castella, i en algun moment Luis García Berlanga va comentar que el auncio era un gran concepte per a una sèrie de televisió. Gona li va prendre la paraula i es va oferir a produir-ho si ho parlava amb el seu pare i si la multinacional trobava una manera d'explotar la idea. Gona es va presentar el dilluns en un xalet de Somosaguas i en el gran saló amb finestral i vistes al jardí i a la piscina, es va trobar estirat al sofà Luis García Berlanga. El director de cinema fregava els 70 anys i l'últim que havia estrenat era Moros y cristianos en 1987. L'acompanyaven María Jesús, la seva dona, i José Luis, el seu fill. Va estar amable i receptiu. Li va semblar una idea estupenda que li acostava a la televisió, un mitjà en el qual mai havia treballat.
Amb el sí del director de Bienvenido, Mister Marshall i el compromís que en una setmana estarien els primers esbossos, va marxar a la multinacional Procter & Gamble, on estaven acostumats als mitjans i a les ficcions. La multinacional volia fer un «barter» amb TVE, un intercanvi per espais publicitaris per als més de trenta productes, des de detergent a tampons, que comercialitzava a Espanya. Amb els primers esbossos de Berlanga, que va desenvolupar els conceptes principals de la sèrie, Gona va anar a veure Jordi García Candau, director general de RTVE, qui va aprovar en l'acte tirar endavant una sèrie que portés la marca de Berlanga.
El rodatge es va realitzar al llarg de 14 mesos a la localitat de Colmenar de Oreja amb dues unitats i en format cinema, cada capítol, un total de 26, de cada episodi exigia deu dies de deu hores. Els veïns van cobrar 50.000 pessetes a canvi que deixessin pintar la seva casa per a la sèrie i encara queden façanes groc albero o blava, els colors que distingien Villarriba de Villabajo respectivament.

## Repartiment
- Juanjo Puigcorbé - Pepe
- Ana Duato - Paulina
- Carlos Tristancho
- Ángel de Andrés López - Mariano
- Alfonso Lussón
- Kiti Mánver
- Fedra Lorente
- Álex Angulo
- Juan Viadas
- María Elena Flores

## Crèdits
- Direcció: Luis García Berlanga, Carlos Gil i Josetxo San Mateo
- Guió: Luis García Berlanga, Jorge Berlanga, Vicente Peñarrocha, Javier Amezcua, Antonio Oliver
- Fotografia: Julio Madurga, José García Galisteo
- Música: Carlos Berlanga i Juan Manuel Sueiro

## Capítols
La sèrie va començar amb bones dades d'audiència però va passar a l'horari de matinada. En una enquesta va ser qualificada pel públic masculí com l'espanyola més original del moment juntament amb Makinavaja.
| Episodi                   | Data d'emissió | Espectadors |  |
| ------------------------- | -------------- | ----------- |  |
| 1. La llegada             | 11/10/1994     | 4.553.000   |  |
| 2. La gran depresión      | 18/10/1994     | 5.059.000   |  |
| 3. El doble               | 25/10/1994     | 3.216.000   |  |
| 4. Rusos sin fronteras    | 01/11/1994     | 3.216.000   |  |
| 5. La epidemia            | 09/11/1994     | 4.445.000   |  |
| 6. La enterradora         | 16/11/1994     | 2.819.000   |  |
| 7. La compra en casa      | 23/11/1994     | 3.108.000   |  |
| 8. Serafín                | 7/12/1994      | 3.253.000   |  |
| 9. Las Aguedas            | 14/12/1994     | 2.180.000   |  |
| 10. La fundación          | 21/12/1994     | 2.566.000   |  |
| 11. La estrella           | 28/12/1994     | 2.168.000   |  |
| 12. El tío Marciano       | 11/01/1995     | 2.485.000   |  |
| 13. Uno, dos              | 25/01/1995     | s.d.        |  |
| 14. La estatua            | 01/02/1995     | s.d.        |  |
| 15. La gripe              | 08/02/1995     | s.d.        |  |
| 16. El anuncio            | 25/02/1995     | s.d.        |  |
| 17. El celoso             | s.d.           | s.d.        |  |
| 18. La memoria            | 12/04/1995     | 1.937.000   |  |
| 19. Pepe el cura          | 19/04/1995     | s.d.        |  |
| 20. Los cómicos           | s.d.           | s.d.        |  |
| 21. La carrera            | 23/05/1995     | s.d.        |  |
| 22. Paulina               | 24/05/1995     | s.d.        |  |
| 23. Doble o nada          | 21/05/1995     | s.d.        |  |
| 24. Los padres de Paulina | 20/06/1995     | 2.667.000   |  |
| 25. Villarriba-Tombuctu   | 27/06/1995     | s.d.        |  |

## Premis i nominacions

### Fotogramas de Plata1995
- Juanjo Puigcorbé guanyador del Fotogramas de Plata al millor actor de televisió
- Ana Duato nominada al Fotogramas de Plata a la millor actriu de televisió

### Premios de laUnión de Actores1995
- Juanjo Puigcorbé guanyador del premi al millor actor protagonista de televisió

### Premis TP
- Juanjo Puigcorbé nominat al TP d'Or com a millor actor